# Handroanthus umbellatus
El lapacho amarillo (Handroanthus umbellatus),  es una especie de bignoniácea arbórea del género Handroanthus. Es un taxón endémico de Sudamérica. Sus flores son de color amarillo.

## Distribución y hábitat
Esta especie habita en el norte y este de América del Sur. Fue herborizada en Venezuela (Zulia) y Brasil, en los estados de: Roraima, Amazonas, Pernambuco, Minas Gerais, São Paulo, Paraná, Santa Catarina y Río Grande del Sur.
Vive en sabanas y bordes de selvas ribereñas subtropicales y tropicales en altitudes de entre el nivel marino y los 800 m s. n. m..
Es empleado como un árbol urbano.

## Descripción
Es un árbol de hasta 25 m de altura y 60 cm de diámetro (generalmente es menor) de hojas glabras. Florece casi completamente desprovisto de hojas. Inflorescencias muy grandes. Las flores son melíferas, de 8 cm de largo y de 9 cm de ancho entre los lóbulos, de color amarillo brillante con el cáliz verdoso (excepto los lóbulos parduscos), con el labio inferior con nervios rojizos que continúan por abajo hacia la garganta.
El fruto es una cápsula verde que al madurar se seca y pasa al color pardo, se abre, liberando así multitud de semillas aladas, las que son dispersadas por el viento. 

## Taxonomía
Este lapacho fue descrito originalmente en el año 1849 por Otto Wilhelm Sonder bajo el nombre científico de Tecoma umbellata. 
En el año 1948 Noel Yvri Sandwith lo recombinó en el género Tabebuia.
Finalmente João Rodrigues de Mattos en 1970 lo transfirió al género Handroanthus.
Localidad y ejemplar tipo
El ejemplar holotipo posteriormente asignado fue herborizado el 3 de octubre de 1864 en proximidades de Poços de Caldas, Minas Gerais, Brasil.